# Ana Padovani
Ana Padovani. Docente, psicóloga, música, actriz y escritora argentina, se ha especializado en narración oral. Estudió música y se graduó en psicología. Más adelante estudió teatro y, en especial, el arte de la narración de cuentos, género en el cual fue una de las primeras en su país.

## Carrera profesional
Perfeccionó sus conocimientos en este arte en Francia y luego en Nueva York adonde fue invitada por ¨The National Storytelling Association¨ para participar en un programa de intercambio entre profesionales de distintos lugares del mundo.
Requerida por el British Council montó en Londres los espectáculos bilingües Tales from this world and beyond y Her side of the story, con la narradora inglesa Jan Blake, que posteriormente se dieron en el Museo Malba de Buenos Aires y en salas de Rosario y La Plata.
Creó espectáculos para niños y adultos que presentó en Barcelona, Zaragoza y Madrid, actuando entre otras salas, en las de Sala Cuarta Pared, teatro El Arbolé, Biblioteca Nacional de Zaragoza y Casa de América en Madrid.
Como representante de su país concurrió a diversos festivales de narración, entre ellos los de Río de Janeiro, San Pablo (Brasil), Montevideo (Uruguay), Guayaquil, La Habana, Sicilia, Tenerife, Huesca, Valencia y Segovia.
La Asociación Cronistas del Espectáculo) la galardonó con el Premio Ace en la categoría de Actuación en Unipersonal por la temporada 2001-2002 por su espectáculo La voz del terror, y en la temporada 2003-2004 fue candidata en el mismo rubro por Querida Niní. Además fue la primera narradora distinguida con el Premio Pregonero a Narrador otorgado por la Fundación El Libro.
Es autora de Contar cuentos, desde la práctica hacia la teoría publicado por Editorial Paidós, por el cual se le otorgó en 1999 la Mención de Honor al mejor libro de educación. Tiene editado en casete sus Cuentos para contar y en compact disc sus Cuentos de terror y de suspenso por Ediciones Sonoras.
En la Feria Internacional del Libro de Buenos Aires es miembro de la Comisión organizadora de los Encuentros de Narración Oral, creadora y coordinadora del espacio de narración para adultos que funciona en la misma y ha brindado en ella talleres y espectáculos como los que realizó en muchos otros ámbitos de su país, entre otros en la Feria Infantil y Juvenil de Buenos Aires, Teatro General San Martín, Centro Cultural Recoleta, Fundación Banco Patricios, La Casona del Teatro, Teatro Presidente Alvear, Teatro Nacional Cervantes, Festival de Espectáculos Infantiles de Necochea, Biblioteca Nacional, Museo Histórico Nacional, Dirección de Bibliotecas de la Ciudad de Buenos Aires, Comisión Nacional de Bibliotecas Populares, Universidad de Belgrano, Complejo Cultural ¨La Plaza¨, entre otros.
Como actriz ha intervenido en el filme Vacas gordas (2007) dirigida por Giorgio Marco Peretti.

## Opiniones
Para Ana Padovani el relato oral es fundamental para un buen desarrollo de la infancia pues el relato oral lo obliga a crear sus propias imágenes con el único soporte de la palabra. El relato oral, además,  mantiene las tradiciones y conserva las identidades, lo cual es muy importante para los niños. Advierte, sin embargo, que la narración oral no debe ser convertida en una actividad regulada u obligatoria sino que debe ser, ante todo, una invitación a jugar. Los beneficios no se reducen a la niñez sino que también alcanzan a los adultos ya que, en definitiva todo el tiempo estamos contando historias, o sea que usamos el relato oral, y mucho, en la vida cotidiana.